# Hyperplatys aspersa
Hyperplatys aspersa là một loài bọ cánh cứng trong họ Cerambycidae.